# Liste der Bodendenkmale in Lichtenstein/Sa.
In der Liste der Bodendenkmale in Lichtenstein/Sa. sind die Bodendenkmale der Stadt Lichtenstein/Sa. und ihrer Ortsteile nach dem Stand der Auflistung von Volkmar Geupel aus dem Jahr 1983 aufgelistet. Eventuelle Änderungen und Ergänzungen, insbesondere aus der Zeit nach der Wende, sind nicht berücksichtigt, da für Sachsen aktuell keine neueren allgemein zugänglichen Bodendenkmallisten vorliegen. Die Baudenkmale sind in der Liste der Kulturdenkmale in Lichtenstein/Sa. aufgeführt.
| Denkmal-ID | Fundart            | Ortsteil     | Bezeichnung          | Zeitstellung | Lage                                                                         | Bemerkungen                                                                                              | Bild |
| ---------- | ------------------ | ------------ | -------------------- | ------------ | ---------------------------------------------------------------------------- | --- | ---- |
| ?          | Befestigung > Burg | Lichtenstein | Wehranlage „Schloss“ | Mittelalter  | nördliche Ortslage, über dem alten Stadtkern, Bergsporn über dem Rödlitzbach | Höhenburg in Spornlage, durch Schloss überbaut und verändert, Graben im Osten, Schutz seit 15. Juli 1970 |      |